# Сицилийская экспедиция
Сицилийская экспедиция — военная кампания Пелопоннесской войны, в ходе которой афинский флот предпринял в 415—413 годах до н. э. попытку захватить Сиракузы.
В 415 году до н. э. большой афинский флот под командованием трёх стратегов — Алкивиада, Никия и Ламаха — отплыл на Сицилию. После отплытия Алкивиада и гибели Ламаха Никий поневоле оказался единоличным командующим операцией, противником которой он был и в успех которой не верил. Главным мероприятием экспедиции стала осада Сиракуз, которую около двух лет безуспешно вёл Никий. Причём довольно долго Сиракузы были на грани поражения, однако прибытие спартанского отряда под командованием Гилиппа переломило ход военных действий. В 413 году до н. э. афинские войска были разгромлены, а их командующие — Никий и Демосфен — казнены.

## Предыстория

### Западная политика Перикла
Афины, к середине V века до н. э. добившись гегемонии в бассейне Эгейского моря, ещё при Перикле стали распространять своё влияние на Великую Грецию — традиционную сферу влияния Коринфа. Первой внешнеполитической акцией Перикла как единоличного правителя Афин было основание панэллинской колонии Фурии в Южной Италии. Этот вопрос обсуждался ещё во время политической борьбы Перикла и Фукидида. Фукидид хотел, чтобы колония на самом деле стала панэллинской, без преобладания какого-либо полиса, а Перикл желал упрочить в Фуриях афинское влияние.
Западная политика Перикла была направлена на усиление позиций Афин на Сицилии и в Южной Италии. В 50-е годы афиняне заключили союз с Эгестой, затем — с Регием, Леонтинами, возможно, Метапонтом и Неаполем в Кампании. Изгнав Фукидида, Перикл взял «фурийский проект» под свой контроль. Фурии были основаны, скорее всего, в 443 году до н. э., но в силу преобладания дорийского населения, очень скоро вышли из-под афинского контроля, в них началась внутриполитическая борьба. Есть предположение, что в срыве планов Перикла сыграл свою роль Фукидид, изгнанный из Афин и, возможно, прибывший в Фурии.
Западная политика Перикла фактически противоречила Тридцатилетнему миру 446 года до н. э. Афины начали вмешиваться в дела спартанско-коринфской сферы влияния. Это вызывало недовольство прежде всего коринфян, интересы которых задевались афинской конкуренцией.

### Первая сицилийская экспедиция
На Сицилии не прекращалась борьба между Селинунтом и Эгестой, а также между Сиракузами и халкидскими колониями, прежде всего, Леонтинами. Сиракузян поддерживали все дорийские города, кроме Камарины, враждовавшей с Гелой. Из числа италийских городов Локры Эпизефирские поддерживали сиракузян, а Регий — леонтинцев. Поводом для интервенции стало обращение к афинянам жителей Леонтин, которые не имели достаточных сил для противостояния сиракузянам, блокировавшим их с суши и моря.
Афиняне решили послать помощь, под предлогом племенного родства с ионийцами Леонтин, но «на самом деле желая воспрепятствовать доставке хлеба с Сицилии на Пелопоннес, а также предварительно попробовать, нельзя ли будет подчинить себе Сицилию».
Для начала в сентябре 427 до н. э. на запад была отправлена эскадра из двадцати кораблей под командованием Лахета и Хареада. Используя в качестве базы Регий, они пополнили свои силы ещё двадцатью кораблями регийцев и других халкидян, и в конце года развернули боевые операции. На протяжении нескольких лет афинские стратеги вели боевые действия, не добившись, однако, решительных успехов. Стратеги Эвримедон и Софокл, командовавшие дополнительными силами, направленными на Сицилию, задержались у берегов Пелопоннеса, оказав помощь Демосфену и Клеону в захвате Пилоса и Сфактерии. На Сицилию они прибыли только в конце кампании.
Вместе с имевшимися афинскими и союзными кораблями объединённый флот составил внушительную силу в 80 трирем. С этими силами можно было попытаться переломить ход войны, однако, намерения афинян стали внушать тревогу не только врагам, но и союзникам, опасавшимся, что после победы они превратятся в афинских подданных, поэтому летом 424 до н. э. представители сицилийских городов собрались на конгресс в Геле, где заключили общий мир, лишивший афинян повода для продолжения интервенции.
Афинские стратеги согласились с решением своих союзников, за что по возвращении в метрополию Пифодора и Софокла приговорили к изгнанию, а Эвримедона к штрафу. Их «обвиняли в том, что, имея возможность покорить Сицилию, они ушли оттуда вследствие подкупа».

### Алкивиад
Активная политическая деятельность Алкивиада началась в 420 году до н. э. Он выступил решительным противником Никиева мира со Спартой и сторонником возобновления военных действий. При этом им руководили личные причины. Алкивиад был недоволен тем, что спартанцы вели переговоры не через него, хотя он был спартанским проксеном, а через Никия. Так началась ещё и политическая борьба Алкивиада и Никия. Никий был сторонником мира со Спартой, Алкивиад — сторонником войны. Алкивиад завидовал Никию и его авторитету.
В том же году он был избран стратегом и пять лет подряд переизбирался на эту должность. Находясь в этой должности, он уже в первый год стратегии смог круто изменить внешнюю политику Афин. Бывшей популярной ранее тенденции к мирным отношениям со Спартой он предпочёл вражду с ней. Для этого он начал искать союзников на Пелопоннесе. Ему удалось заключить союз с Аргосом, извечным врагом Спарты. Затем к этому союзу присоединились ещё два бывших спартанских союзника — Мантинея и Элида.
Создание этой коалиции было первым крупным дипломатическим успехом Алкивиада. Союз позволял Афинам создать плацдарм на Пелопоннесе и подчинять своему влиянию другие города. В то же время Никиев мир по-прежнему был в силе, и ситуация складывалась двусмысленной. Чтобы прояснить ситуацию, спартанцы отправили послов в Афины. Однако Алкивиад дискредитировал послов перед народным собранием и сорвал их миссию. Никий с большим трудом отговорил спартанцев от немедленного разрыва мирного договора.
В 419 году до н. э. афиняне по инициативе Алкивиада обвинили спартанцев в нарушении условий мира и объявили их агрессорами, хотя на самом деле всё было наоборот. В 418 году до н. э. войска коалиции (Аргос, Мантинея, Аркадия и Афины) были наголову разбиты в битве при Мантинее; в городах Пелопоннеса восторжествовали сторонники союза со Спартой, и установилась олигархия. Демократический альянс распался, а большинство его членов вновь вошли в Пелопоннесский союз.
Противостояние Никия и Алкивиада привело к последнему остракизму в афинской истории. Остракофория была проведена по инициативе демагога Гипербола. И Никий, и Алкивиад достигли в полисе влиятельного положения, которое могло показаться народу опасным. По замыслу Гипербола, афиняне должны были изгнать или Алкивиада, или Никия. Однако они «сговорились и, объединив силы своих сторонников, обратили остракизм против самого Гипербола». Именно такой исход оказал решающее влияние на прекращение практики остракизма. Точная дата остракофории неизвестна. Из биографий Плутарха можно узнать, что эта остракофория произошла в период между битвой при Мантинее (418 год до н. э.) и началом Сицилийской экспедиции (415 год до н. э.). То есть, остракофория произошла весной 417, 416 или 415 года до н. э. Наиболее популярной в историографии была дата 417 год до н. э. на основании данных из исторического труда Феопомпа. Фукидид упоминает об остракизме Гипербола, рассказывая о его убийстве в 411 году до н. э. Сам факт сговора Никия и Алкивиада подвергается сомнению современными историками. Сторонники Никия и Алкивиада, даже объединившись, не могли повлиять на исход голосования ввиду своей малочисленности (это бы дало в сумме лишь 100—150 голосов). Таким образом, должно было произойти какое-то событие, побудившее большинство афинян проголосовать за остракизм Гипербола.
Зимой 416/415 годов до н. э. в Афины прибыли послы из сицилийского города Эгесты. Они просили военной помощи афинян. Афиняне положительно отнеслись к этому предложению и отправили послов на Сицилию. В феврале или марте афинское посольство возвратилось в Афины. Вскоре состоялось Народное собрание. На нём было принято решение отправить на Сицилию трёх стратегов-автократоров: Алкивиада, Никия и Ламаха. Алкивиад выступал самым решительным сторонником Сицилийской экспедиции. Никий, напротив, считал экспедицию «трудным делом» и уговаривал афинян отказаться от этой идеи. Однако на этом собрании Никий никак не воспротивился решению назначить его стратегом в экспедиции, которую он считал заранее обречённой на провал. Только через пять дней, на следующем собрании, Никий раскритиковал готовящуюся военную экспедицию. В результате афиняне решили ещё больше увеличить экспедиционные силы. Историк И. Е. Суриков предполагает, что в эти пять дней между одним народным собранием и другим произошла остракофория. На первом собрании и Алкивиад, и Никий как бы показали, что у них одна и та же позиция относительно Сицилийской экспедиции. В массе демоса наступило замешательство, вызванное тем, что они не понимали, против кого голосовать. Ранее, если бы они проголосовали за Алкивиада, то и за экспедицию на Сицилию, а если за Никия, то против экспедиции. Но теперь остракизм оказывался бесполезным, и в результате афиняне изгнали инициатора этой остракофории Гипербола.
За несколько дней до отплытия в Афинах произошёл потрясший всех инцидент. Ночью какие-то злоумышленники изуродовали гермы — чтимые изображения бога Гермеса, стоявшие на городских улицах. Началось следствие. Сначала поползли слухи, что это сделали коринфяне, желавшие задержать или сорвать экспедицию. Кое-кто видел в этом недоброе предзнаменование, но большинство афинян увидели в этом «обыкновенную пьяную выходку распущенных юнцов». Политические противники Алкивиада обвинили его и его гетерию в изуродовании герм. Некий Андрокл привёл нескольких рабов и метэков, которые якобы видели, что Алкивиад и его друзья изуродовали гермы. Они же сообщили, что Алкивиад совершил и другое кощунство: он и его друзья изображали на своих попойках священный религиозный ритуал — Элевсинские мистерии. Алкивиад потребовал немедленного суда, надеясь опровергнуть все обвинения. Однако его противники, опасаясь присутствия преданного ему флота, заявили, что лучше отложить это дело до окончания войны на Сицилии.

## Силы сторон

### Афиняне
Посланный во время первой экспедиции на Сицилию флот вернулся в Афины с 12 тыс. человек на 60 триерах, на каждом из которых 200 человек. Возможно, что не все корабли, которые прибыли в 424 году до н. э., остались к 415 году до н. э.. Никий, осознав сложность завоевания Сицилии, предложил собрать 100 триер и тяжёлую пехоту из не менее чем 5 тыс. гоплитов из афинян и союзников. Также он настаивал на наборе отрядов пращников, афинских и критских лучников.
Что касается реального числа солдат и выстроенных кораблей, принимается свидетельство Фукидида, который насчитал такое число кораблей: 134 триеры, 2 корабля из Родоса, 100 из Аттики, 60 быстроходных, и остальные 74 предназначены для транспорта. Гоплитов было всего 5100, из которых 750 были ахейцами и мантинейцами, являющиеся лучшими пехотными отрядами в армии, и к которым нужно прибавить ещё 700 легковооружённых отрядов; лучников было 480, из которых 80 критян, 700 пращников и корабль, перевозивший 30 всадников. К тому же ещё и 25 000 гребцов и моряков тоже принимали участие в экспедиции.
Учитывая, какую большую сумму афиняне потратили на содержание армии (около 4,5-5 тыс. аттических талантов в общей сложности), можно сказать, что эта армия представляла собой значительную силу.

### Сиракузяне
Сицилийские города могли предоставить много лошадей, и эти же города, в отличие от Афин, могли предоставить своим лошадям пшеницу, которая не была куплена в далёких краях, а выращена на своей же земле. Однако, несмотря на то, что у сицилийцев была более сильная конница по сравнению с фессалийской и фиванской, пехота была слабее. Афинские солдаты поэтому были не только сильнее, но и с большим опытом благодаря Пелопоннесской войне. К сожалению, у античных историков, в том числе и у Фукидида, не приводится численность отрядов, присутствовавших в армиях сицилийцев. Для того, чтобы дать осмысленную причину отсутствия данной информации, особенно со стороны Фукидида, было выдвинуто предположение, что он просто не захотел говорить про армию, находящуюся под командованием Гермократа, пытаясь таким образом смягчить груз ответственности сиракузского военачальника за тактические ошибки, так как этот же полководец был многократно восхвалён афинским историком.

## Начало экспедиции
Алкивиад, Никий и Ламах отплыли на Сицилию на ста сорока триерах. Прибыв в Италию, афиняне взяли Регий. Затем они переправились на Сицилию и взяли Катану. На этом успешные действия Алкивиада закончились. За ним прибыл из Афин государственный корабль «Саламиния» с вызовом на суд. Он на своём корабле вместе с «Саламинией» отплыл из Сицилии, якобы в Афины. Однако в Фуриях Алкивиад и его друзья высадились на берег и скрылись. Люди с «Саламинии» после безуспешных поисков вернулись в Афины. Там Алкивиад был заочно приговорён к смертной казни, а его имущество конфисковано. Узнав об этом, Алкивиад воскликнул: «А я докажу им, что я ещё жив!».
После отплытия Алкивиада Никий, согласно Плутарху, фактически стал главнокомандующим. Ламах же оказался в подчинении у более влиятельного Никия. Плывя вдоль побережья Сицилии, афиняне прибыли в Гимеру, но там их не приняли, и они поплыли дальше. Им удалось захватить город Гиккары, а затем Никий прибыл в Катану и попытался захватить маленький город Гелейскую Гиблу, но ему это не удалось.
В конце 415 года до н. э. афиняне начали готовиться к нападению на Сиракузы. Сиракузяне, заметив нерешительность афинян, прониклись к ним пренебрежением и стали планировать поход на Катану, где стояло афинское войско. Никий решил выманить сиракузскую армию подальше от города, в то время как афиняне на кораблях поплывут к Сиракузам и там займут удобные позиции для атаки на город. Он отправил гонца к сиракузянам, которым велел сообщить, что сторонники сиракузян в Катане готовы предать город, как только сиракузяне подойдут к городу. Сиракузяне выступили к Катане, а афиняне сели на корабли и, высадившись близ Сиракуз, разбили лагерь в удобном месте. На следующий день, когда сиракузяне вернулись из Катаны и выстроились в боевой порядок у стен города, Никий повёл афинян в наступление. В сражении сиракузяне потерпели поражение и отступили. Никий не воспользовался своей победой и через несколько дней уплыл в Наксос на зимние квартиры.
Зимой и весной 414 года до н. э. сиракузяне и афиняне искали союзников. Афинянам удалось заключить союз с несколькими сицилийскими городами, а сиракузяне отправили послов за помощью в Коринф и Спарту. В Спарте Алкивиад посоветовал отправить войско на Сицилию. Спартанцы согласились и послали к Сиракузам небольшой отряд под командованием Гилиппа.

## Осада Сиракуз
Летом 414 года до н. э. афиняне подошли к Сиракузам и осадили город. Никий занял Эпиполы и нанёс поражение сиракузскому войску. Затем он приказал строить осадные стены вокруг Сиракуз. Большая часть стены была построена в июне. Сиракузяне начали строить контрстену, чтобы помешать афинянам достроить их стену. В одной из стычек погиб Ламах.
К концу года Сиракузы были готовы сдаться, но после прибытия Гилиппа сиракузяне воспрянули духом. Ему удалось пройти в город, так как афиняне не достроили стену. При первой вылазке сиракузяне были разбиты, потому что Гилипп выбрал неудачное для конницы место битвы. Вторая вылазка была более удачной: афиняне потерпели поражение, а сиракузяне выстроили контрстену, лишив афинян возможности полностью окружить город.
В Афинах решили отправить подкрепление на Сицилию. Зимой к Сиракузам прибыли 10 кораблей под командованием стратега Эвримедона, а весной должен был прибыть Демосфен с 73 кораблями. Тем временем сиракузяне вступили в битву с афинянами на суше и на море. Они одержали победу на суше, взяв мыс Племмирий, но потерпели поражение на море, потеряв 14 кораблей из 80, в то время как афиняне потеряли только 3.
Сиракузяне, узнав о приближении Демосфена, решили дать бой афинянам. Гилипп и на этот раз хотел напасть одновременно с суши и с моря. Первый день сражения результатов не принёс. Так же закончился и второй день. На третий день сиракузяне застали афинян врасплох, когда они ещё не успели выстроиться в боевой порядок. Они одержали победу и принудили афинян отступить.
Тем временем в бухту вошёл флот Демосфена. Демосфен попытался разрушить стены Сиракуз с помощью осадных машин, но потерпел неудачу. Тогда он со всей армией предпринял ночное нападение на Эпиполы. Поначалу афиняне разбили несколько отрядов сиракузян, но, сражаясь в темноте, пришли в замешательство, были атакованы беотийскими гоплитами и частью сброшены с крутого обрыва, частью обращены в бегство. После этого Демосфен стал настаивать на возвращении в Афины. Никий, боявшийся возвратиться в Афины без победы, возражал против этого. Демосфен и Эвримедон без согласия Никия стали готовиться к отступлению. Но когда всё уже было готово к отплытию, вечером 27 августа 413 года до н. э. произошло полное лунное затмение. Большинство воинов потребовало отсрочки отплытия на 27 дней, чтобы «дождаться конца следующего оборота луны».
Узнав об этом решении афинян, сиракузяне решили разгромить противника. В морском сражении 3 сентября афиняне потерпели полное поражение, а Эвримедон погиб. После этой битвы сиракузяне загородили выход из гавани, где стояли афинские суда. Никий решил начать прорыв и посадил некоторых воинов на корабли. 7 сентября они попытались прорваться, но были разбиты и обратились в бегство. Теперь у афинян был только один выход — отступать по суше. Никий мог бы отступить ночью, но он промедлил, поддавшись на военную хитрость сиракузского предводителя Гермократа: тот тайно отправил к Никию своих людей, которые сказали, что сиракузяне заняли все дороги, и афинянам не следует отступать ночью.

## Отступление афинян
Утром отступление началось, но вскоре превратилось в бегство, так как сиракузяне преследовали, нападали, отрезали от афинского войска отряд за отрядом и разбивали их по частям. Был разбит отряд Демосфена, а сам он взят в плен. Затем Гилипп напал на отряд, возглавлявшийся Никием. Тот был вынужден сдаться, пав в ноги Гилиппу, со словами: «Пощады, Гилипп, вы победили! Нет, не за себя прошу, прославившего своё имя столь великими несчастьями, а за остальных афинян. Вспомните, что на войне беда может случиться со всяким и что афиняне, когда им сопутствовала удача, обошлись с вами благосклонно и мягко». Гилипп, тронутый словами Никия, поднял его с земли, постарался его успокоить и отдал приказ прекратить резню. Пленные были приведены в Сиракузы. Там Никия и Демосфена приговорили к казни, несмотря на возражения Гилиппа, который хотел привезти их в Спарту, а рядовых воинов обратили в рабство и заставили трудиться на сиракузских каменоломнях.

## Последствия
Сицилийская экспедиция завершилась для Афин катастрофой. Погибло две трети флота, около трети всего гоплитского ополчения, которое мог выставить город, истощились финансы. В 413 году до н. э. в Афины пришла весть о разгроме афинского войска и флота на Сицилии. Спартанцы вторглись в Аттику, заняли Декелею и превратили её в свой постоянный плацдарм на территории противника.
В 412 году до н. э., почувствовав ослабление Афин, восстал сильнейший союзник Афин Хиос, его поддержали ионийские города Клазомены, Эрифры, Теос, Милет. Спарта послала им на помощь сильный флот, в который входили в том числе и корабли сицилийских союзников. К 411 году до н. э. Иония полностью отпала от Афин. Спартанцы договорились с персидским царём Дарием II и его малоазийскими сатрапами о финансовой помощи. Целью этой помощи было создание спартанского флота, который мог противостоять сильному афинскому флоту. Спарта обязывалась передать Персии греческие города Малой Азии, отвоёванные в ходе греко-персидских войн.
В этих очень тяжёлых условиях афиняне проявили незаурядную выдержку, хладнокровие и государственную мудрость. В 411 году до н. э. олигархические гетерии организовали государственный переворот, в результате которого власть в Афинах перешла к олигархическому Совету Четырёхсот. Этот режим продержался недолго и в конце года был заменён на умеренную олигархию, а позднее была полностью восстановлена демократия.
Однако полностью оправиться от поражения Афины так и не смогли. Сицилийская экспедиция обозначила перелом в войне, после которого стратегическая инициатива перешла к Спарте.

## Причины поражения Афин
В определении причин поражения Афин в Сицилийской экспедиции в антиковедении преобладает точка зрения о том, что экспедиция была непродуманной авантюрой, которая была обречена на провал. Эта точка зрения восходит к древнегреческому историку Фукидиду, который в своём труде даёт этому предприятию негативные оценки. Описание Сицилийской экспедиции в его труде является кульминацией, и ощущается нагнетание, приводящее к мысли о том, что поражение афинян было предопределено. Вероятно, Фукидид, размышлявший после поражения Афин в 404 году до н. э. о причинах этого поражения, считал, что Сицилийская экспедиция в большей степени предрешила исход войны, а значит, и спланирована она была плохо.
Тезис Фукидида о том, что афиняне почти ничего не знали о Сицилии, не соответствует действительности, так как многие античные историки свидетельствуют о том, что афиняне проявляли интерес к этому региону как минимум с середины V века до н. э. По мнению И. Е. Сурикова, экспедиция не была изначально авантюрной, а была логичным продолжением афинской политики, направленной на поиск путей для достижения победы над Спартой, однако на каких-то этапах сочетание нескольких факторов привели к неудаче экспедиции.